# Chikusichloa
Chikusichloa és un gènere de Àsian plantes de la família d'herbes.

## Taxonomia
- Chikusichloa mutica Keng